# ヘーラルト・ファン・スパーンドンク
ヘーラルト・ファン・スパーンドンク（Gerard van Spaendonck、Gerrit Spaendonck とも、1746年3月22日 - 1822年5月11日）はオランダの画家である。著名な植物画家の一人である。

## 生涯
ティルブルフに生まれた。弟のコルネリス・ファン・スパーンドンク (1756–1840)もまた,花などの静物画を得意とする画家になった。1760年代にアントウェルペンで、画家のWillem Jacob Herreynsに学んだ。
1769年にパリに出てルイ16世の王室付の細密画家を務め、1780年にマドレーヌ・フランソワーズ・バスポルト (1701–1780) の後を継いで、王立植物園の植物画の教授となった。後に美術アカデミー（Académie des beaux-arts）の会員になった。油彩画、水彩画の両方を描いた。フランス王室が水彩植物画を集めたことで知られる王立図書館（Vélins du Roi）に50点をこえる作品が納められた。1799年から出版された『自然の花図』（Fleurs Dessinees d'apres Nature）は植物版画を学ぶ学生のための見本として知られる。
1788年にアカデミーのアドバイザーに任じられ、1795年にフランス学士院（Institut de France）の創立メンバーとなった。1804年にレジオンドヌール勲章を受勲し、ナポレオンによって貴族にされた。

## スパーンドンクの植物画

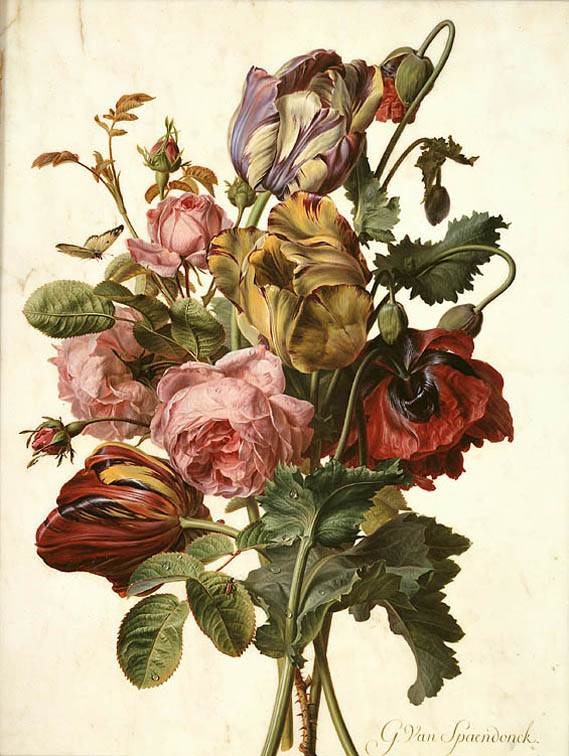
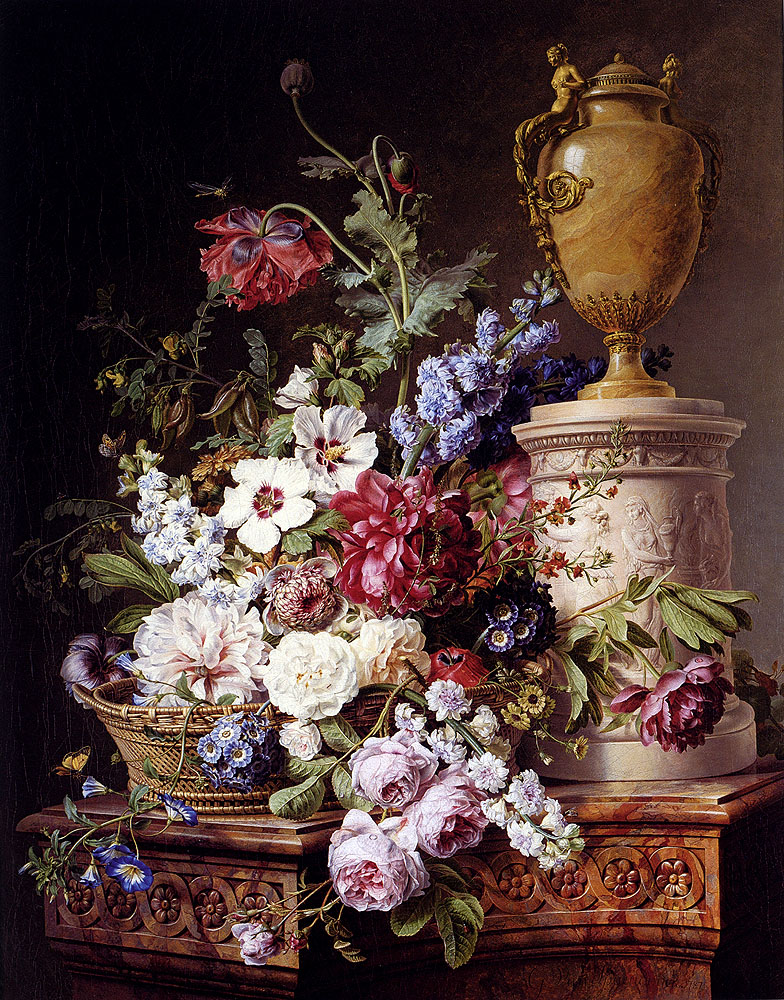
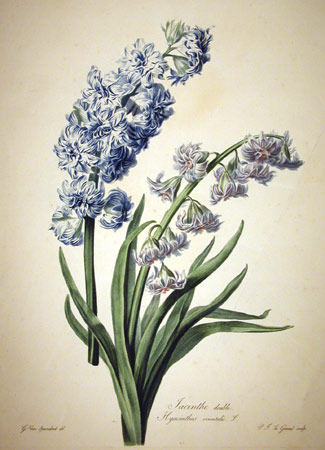
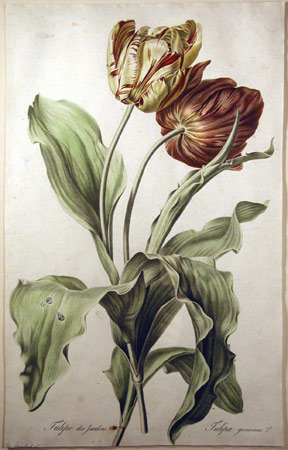